# Ptericoptus caudalis
Ptericoptus caudalis är en skalbaggsart som beskrevs av Bates 1880. Ptericoptus caudalis ingår i släktet Ptericoptus och familjen långhorningar.
Artens utbredningsområde är:
- Guatemala.
- Honduras.

Inga underarter finns listade i Catalogue of Life.